# Bergaön
Bergaön är en halvö i sjön Hjälmaren. Den är belägen i Julita socken i Katrineholms kommun, Södermanland.

## Flora och fauna
Den har en rik flora och det finns även en del djur på halvön. Exempel på dessa är bävrar som simmar mellan Bergaön och de små öar som finns i närheten. Det finns många olika sorters fåglar, både sjöfåglar och andra slags fåglar, tack vare att halvön ser ut som den gör, med växlande naturtyp på en mycket liten yta.
Bergaön är på våren rik på blåsippor och även andra vårblommor. Man kan i relativt stor mängd upptäcka olika färgskiftningar hos olika plantor av blåsipporna här. Flera olika nyanser av blått, men även lila, rosa och nästan vita exemplar har hittats.